# Морсби, Фэрфакс
Сэр Фэрфакс Морсби (англ. Sir Fairfax Moresby; 1786 — 21 января 1877) — британский военно-морской деятель, адмирал флота (21 января 1870).
Морсби был старшим сыном подполковника 2-го Стаффордширского полка милиции (2nd Staffordshire Militia) и командующего полковника (Colonel Commandant) Личфилдского полка добровольцев-йоменов (Lichfield Volunteer Yeomanry) Фэрфакса Морсби (ум. в 1820) и Мэри Роттон (1767—1830) (Морсби женился на ней в октябре 1784, во время службы в Индии).
Младший брат Фэрфакса — Роберт Морсби, был также известным мореплавателем и исследователем, он исследовал Красное море и группу островов в Индийском океане, в частности Мальдивский архипелаг и архипелаг Чагос.
Фэрфакс поступил на флот в 1799 году матросом, прослужив до этого 2 года на торговых судах. В 1803 году стал мичманом на фрегате «Amazon», в 1805 году получил чин master’s mate (аналог чина су-лейтенант), в 1806 — лейтенанта, в 1811 — коммандера, а в 1814 — капитана.
6 августа 1814 года капитан Фэрфакс женился на Мальте на Элизе Луизе Уильямс (1796—1874), с которой у него было 5 детей:
- Эллен Мэри Морсби (род. в 1820), вышла замуж за коммандера, впоследствии адмирала Джеймса Чарльза Прево;
- Мэри Морсби (1824—1908), вышла замуж за Роберта А. Уайта (1820—1908);
- Фэрфакс Морсби (1824—1908), командер, погиб во время кораблекрушения брига «Сафо» близ берегов австралийского штата Виктория;
- Мэтью Фортескью Морсби (1827—1919), был секретарём своего отца, позже поселился в Сиднее (Австралия), где стал известным художником и фотографом;
- Джон Морсби (1830—1922), контр-адмирал, исследовал берега Новой Гвинеи

В 1815 году Морсби стал кавалером Ордена Бани. В 1821 году он был одним из старших администраторов британских властей на Маврикии; боролся с работорговлей; заключил мирный договор с имамом Маската с целью пересмотра местных законов, касающихся работорговли и утвердил за британскими судами право досматривать и захватывать местные суда, заподозренные в перевозке рабов.
В 1849 году получил чин контр-адмирала, с 21 августа 1850 по 17 августа 1853 года был Главнокомандующим Тихоокеанской станцией (эскадрой) британских ВМС (англ. Commander-in-chief of the Pacific Station) (штаб располагался в Вальпараисо в Чили).
Адмирал интересовался возможностью заселения Островов Питкэрн переселенцами с острова Норфолк, что и было сделано в 1856 году. В этом же году получил чин вице-адмирала, а годом ранее, в 1855 стал рыцарем-командором Ордена Бани. В 1862 году произведён в адмиралы, в 1865 стал рыцарем Большого креста Ордена Бани. В 1870 году получил высший военно-морской чин Великобритании — адмирал флота.
В честь адмирала Морсби в Папуа-Новой Гвинее названы Порт Морсби и залив Фэрфакс. В Канаде, в провинции Британская Колумбия именем адмирала назван остров Морсби.

герб сэра Фэрфакса Морсби